# My Own World
My Own World è l'album di debutto della cantante olandese Davina Michelle, pubblicato il 21 agosto 2020 su etichetta discografica 8ball Music.

## Tracce
1. My Own World – 3:24
2. Skyward – 3:48
3. Hollow – 3:24
4. Beat Me – 3:10
5. Given All the Reasons Why – 3:32
6. Torn Apart – 3:03
7. Lucky – 2:55
8. The Last Thing I Need – 3:39
9. Purpose – 3:38
10. Better Now – 3:39
11. Liar (Live) – 6:06

## Classifiche
| Classifica (2020) | Posizione massima |
| ----------------- | ----------------- |
| Belgio (Fiandre)  | 102               |
| Paesi Bassi       | 4                 |